# 札幌市山口斎場
札幌市山口斎場（さっぽろしやまぐちさいじょう）は、北海道札幌市手稲区手稲山口にある札幌市が設置する火葬場である。
札幌市山口斎場は札幌市の人口増加や高齢化の急速な進行により火葬件数が増加し、札幌市里塚斎場だけでは対応ができなくなることから建設が計画され、2004年（平成16年）に着工、2006年（平成18年）に竣工して同年供用が開始される。
山口斎場の設計・建設・管理・運営については札幌市として初のPFI方式（斎場としては日本国内初）を採用し、PFI斎場運営株式会社が2026年（令和8年）まで運営などを行う。
札幌市では山口斎場の利用区域を定めており、死亡した者の住所または葬儀場の所在地が豊平川の西側（中央区、北区、東区、西区、手稲区）の場合は、基本的に山口斎場を利用することとなる。
休業日は、1月1日および友引の日となる。

## 施設概要
- 敷地面積 - 40,000m2
- 延床面積 - 12,835m2
- 構造・規模 - 鉄筋コンクリート造一部鉄骨造地上2階
- 火葬炉数 - 29基
- 火葬炉メーカー：富士建設工業株式会社
- 焼却炉（胞衣等の焼却用） - 1基
- 告別室 - 2室
- 拾骨室 - 14室
- 特別控室 - 31室
- 駐車場 - 大型バス50台、乗用車120台

## 交通機関
- JR手稲駅からタクシーで約10分